# Heaven 17
Heaven 17 est un groupe de synthpop britannique originaire de Sheffield, en Angleterre. Il est formé en octobre 1980 par Glenn Gregory, Martyn Ware et Ian Craig Marsh. Toujours en activité, mais sans Ian, Heaven 17 connait un succès important dans la première moitié des années 1980.
Le nom de « Heaven 17 » provient du roman Orange mécanique. Le nom est aperçu dans le film du même nom, sorti en 1971, lorsque le héros entre dans une boutique de disques : un groupe du nom de « Heaven 17 » est classé à la 4e place des meilleures ventes. Ce sera la meilleure place qu'atteindra le véritable « Heaven 17 » dans les classements albums douze ans plus tard.

## Biographie

### Débuts (1980-1981)

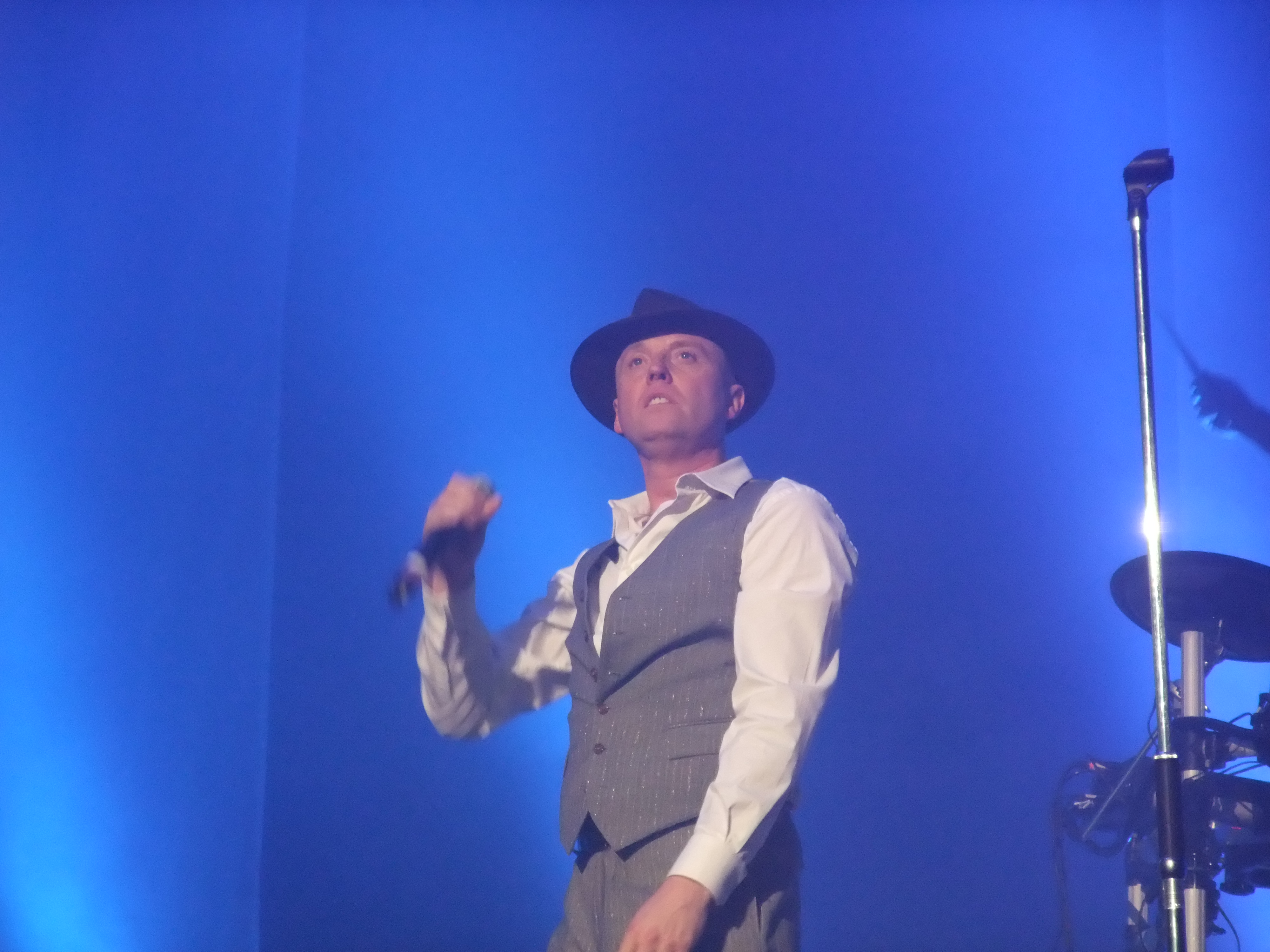
Glenn Gregory, ici en concert en 2008.

L'aventure Heaven 17 débute en octobre 1980. C'est à cette période que le groupe The Human League connaît sa première et houleuse scission. Après deux albums (Reproduction en 1979, Travelogue en 1980), le leader, Phil Oakey, entre en désaccord avec Martyn, alors claviériste du groupe avec Ian, sur la direction musicale à prendre. Deux semaines avant une importante tournée, après une énième dispute, Human League se sépare. Martyn et Ian quittent le groupe, laissant Phil seul aux commandes avec le troisième musicien, Phil Wright. Ils seront remplacés par Jo Callis et Ian Burden, accompagnés de deux lycéennes, mineures à l'époque, Joanne Catherall et Susanne Sulley.
De leur côté, Martyn et Ian recrutent un de leurs amis photographes, Glenn Gregory, pour la place de chanteur. Heaven 17 est né. Mais avant cela, ils créent la British Electric Foundation, plus connue sous le nom de BEF, sorte de société-parapluie leur permettant de concevoir leur musique sous leur propre label. Plus tard, ce même label produira d'autres artistes, dont certaines célébrités, notamment Tina Turner. La mention BEF apparaîtra également sur la pochette des trois premiers albums de Heaven 17.
Le premier single du groupe sort en mars 1981. Fascist Groove Thang prend pour cible le président américain fraîchement élu, Ronald Reagan, et se verra censurer par les radios britanniques pour ses textes le comparant à une « divinité » fasciste. Cela n'empêche pas le single de se classer no 45 dans les charts britanniques et même d'être élu single de la semaine par le New Musical Express.
En mai 1981, Heaven 17 sort son deuxième single, I'm Your Money : un titre qui semble destiné avant tout aux clubs et qui se veut moins provocateur que son prédécesseur. Contre toute attente, le single passe inaperçu et ne se classe même pas dans les charts. Il faut attendre le mois d'août 1981 pour voir Heaven 17 de nouveau dans les charts, avec leur troisième single, Play to Win, qui atteindra la 46e place. La signature Heaven 17 se fait plus visible : un mélange de synthpop avec des accents funky.
En septembre 1981, Heaven 17 sort son premier album, Penthouse and Pavement. Enregistré en même temps, et dans les mêmes studios, que le Dare des Human League, la compétition semble ouverte entre les deux groupes[réf. nécessaire]. Même si Dare connaît le grand succès (1er des charts), Penthouse and Pavement n'en reste pas moins un grand succès, se classant à la 14e place des charts des albums britanniques, devenant ainsi disque d'or. L'album se divise en deux parties : la face Pavement comprend quatre titres orientés funk, tandis que l'autre, Penthouse, offre cinq titres aux sonorités électroniques, presque expérimentales pour certains morceaux. Notons toutefois que le deuxième single, I'm Your Money, n'est pas inclus sur ce premier album. Penthouse and Pavement est orné d'une pochette dessinée par Ray Smith représentant le groupe en hommes d'affaires devant de luxueux immeubles, dans diverses situations de travail. Ce dessinateur, ainsi que la mention BEF, devient une marque de fabrique pour leurs premiers albums. Il s'accompagne d'un nouveau single extrait de l'album, le troisième (tous issus de la première face Pavement), et portant le même titre. Penthouse and Pavement sort en novembre et se classe à la 57e place, malgré sa promotion assurée par un clip, le premier du groupe, narrant une affaire d'espionnage au sein de la BEF.
Heaven 17 connaît un grand succès critique, l'album se vend bien, mais les singles peinent à trouver leur public, quand ils ne passent pas carrément inaperçus, comme c'est le cas pour I'm Your Money, un échec. Le groupe semble rester dans l'ombre de Human League, qui caracolent en tête des charts, aussi bien avec leurs singles qu'avec leur dernier album. Une popularité qui ne cesse de croître en ce mois de décembre où Don't You Want Me se classe également 1er. Malgré tout, Heaven 17 réussit sa mission principale : s'écarter du son trop pop de Human League en proposant une alternative aux accents funky et electro.

### Âge d'or (1982-1983)

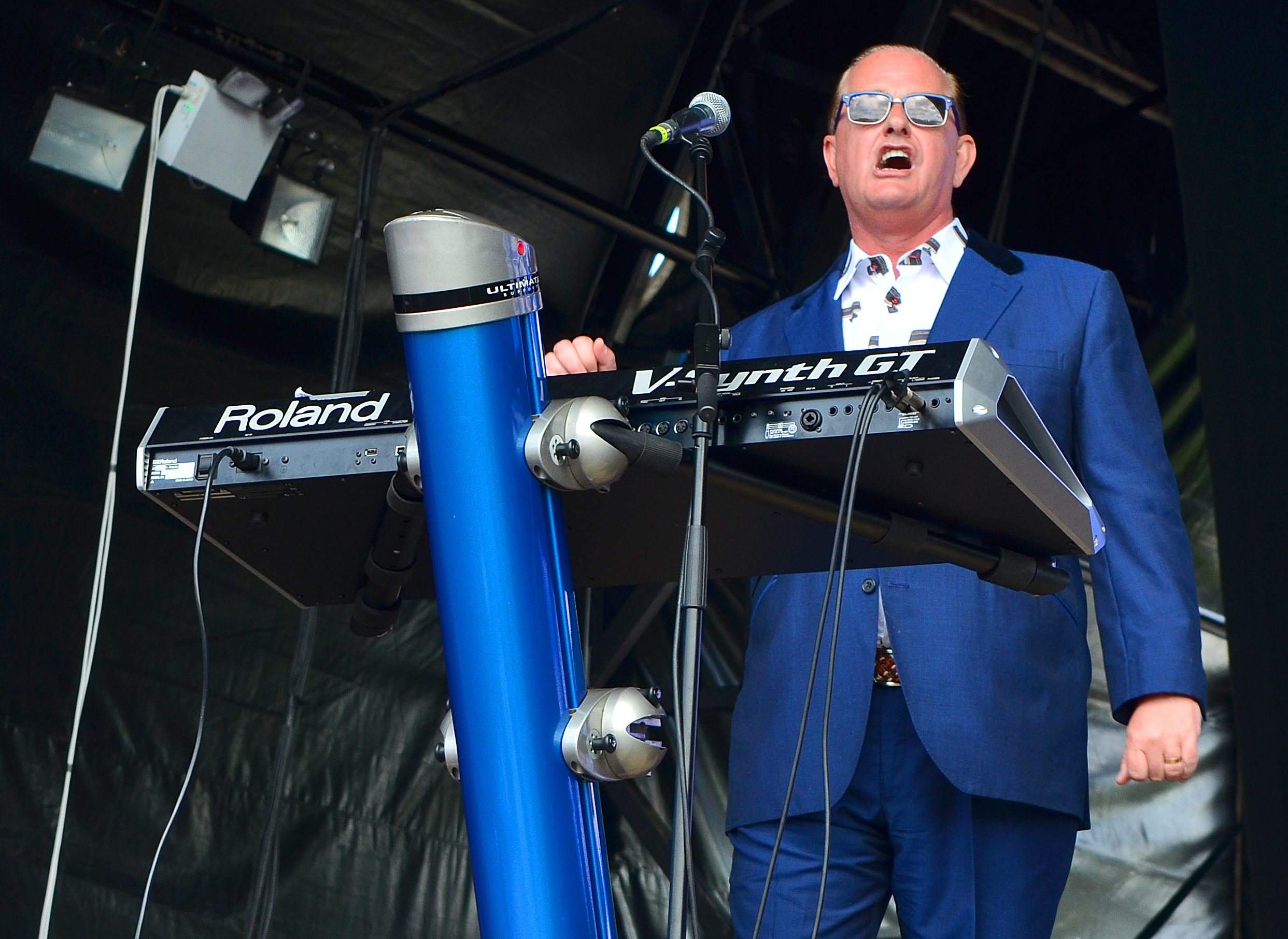
Martyn Ware, en concert.

En février 1982, Heaven 17 se risque à sortir un quatrième single extrait de leur album Penthouse and Pavement. Mais cette fois, c'est un titre de la face Penthouse, contrastant avec les trois autres qui venaient de la face Pavement. Curieusement, plutôt que sur Let's All Make a Bomb, le choix se porte sur The Height of the Fighting, un morceau court et répétitif, construit de slogans scandés sur fond de synthétiseurs, qui ne se classe pas. Le groupe ne se décourage pas et travaille sur son deuxième album. Un premier extrait sort en single en octobre 1982, il s'agit de Let Me Go qui demeure de nos jours l'un des titres les plus connus de Heaven 17. Accompagné d'un clip (leur deuxième) en noir et blanc, tourné dans une ville vidée de sa population, aux allures apocalyptiques, il est diffusé sur des chaines tels que MTV. Le groupe est très fier de ce titre et pense tenir là son premier Top 10. Le single ne se classe qu'à la 41e place, ce qui reste néanmoins leur meilleur classement depuis leurs débuts. De nos jours, ce titre est fréquemment cité par les fans comme étant leur titre préféré. Au même moment, un maxi-single est publié uniquement sur le marché américain : Who'll Stop the Rain? passe inaperçu, mais est inclus sur leur deuxième album.
La consécration arrive en avril 1983, période très importante pour Heaven 17. C'est en effet la sortie de ce qui restera les deux meilleures ventes du groupe, albums et singles. Temptation sera un véritable triomphe : 2e dans les charts singles, et 32e meilleure vente single au Royaume-Uni pour l'année 1983. Accompagné au chant par la choriste Carol Kenyon, le titre sera interprété au cours de la millième émission de Top of the Pops, le 5 mai 1983, puis une seconde fois pour l'émission de Noël la même année.
Le clip met en scène le groupe dans la peau de prêcheurs d'église, sermonnant la jeune et jolie choriste (à noter qu'il ne s'agit pas de Carol Kenyon dans la vidéo). Ironiquement, Glenn déclare dans une interview ne pas avoir aimé cette chanson, qui restera pourtant leur plus grand succès à ce jour[réf. nécessaire]. Temptation détrône Fascination de Human League[réf. nécessaire]. C'est également en avril 1983 que s'effectue la sortie de le deuxième album, The Luxury Gap, qui se classe 4e dans les charts albums britanniques, disque de platine, et se vend à près de trois millions d'exemplaires. La pochette est toujours réalisée par Ray Smith, dessinant cette fois le groupe en dockers, devant une affiche paradisiaque d'un bateau, tandis qu'à leur côté se trouve une décharge. Ce dernier se montre sous un aspect moins synthétique, laissant plus de place aux instruments conventionnels et à quelques ballades, sans pour autant en oublier leurs morceaux énergiques appréciés des clubs. Le titre provient d'une phrase de la chanson Key to the World présente sur l'album.
Pour ce mois d'avril 1983, un autre single, toujours extrait de l'album, sort uniquement sur le sol américain. We Live so Fast, morceau électronique à 140 BPM, ne trouve pas son public. Il s'accompagne d'un clip dans un aéroport, avec Glenn en pilote de ligne, et deux hommes d'affaires joués par Ian et Martyn.
Capitalisant sur l'énorme succès du nouvel album et sur leur dernier single, Heaven 17 ose un titre assez éloigné des précédents, Come Live with Me, sorti en juin 1983. Cette ballade synthétique se hisse à la place 5e place des charts, accompagné d'un clip tourné à Paris. Le clip se focalise sur la relation tragique entre Glenn et une jeune fille. Ian et Martyn endossent les rôles de figurants, n'apparaissant que quelques secondes à la terrasse d'un café.
Pour terminer l'année 1983, un dernier extrait de l'album sort en septembre 1983. Crushed by the Wheels of Industry sera ainsi le quatrième extrait européen de l'album The Luxury Gap, le sixième si l'on compte les deux singles américains Who'll Stop the Rain ? et We Live so Fast. Crushed by the Wheels of Industry atteint la 17e place. Ce morceau assez long, aux sonorités métalliques et froides, se range dans le sillon de ce que faisait Depeche Mode à la même période. Sans pour autant copier le groupe de Basildon, ce single connaîtra un appréciable succès, accompagné d'un amusant clip pastichant la réaction du corps humain face à une surcharge de travail. En novembre 1983, Heaven 17 produit le single Let's Stay Together de la chanteuse américaine Tina Turner, amorçant son grand retour, et seront également crédités comme choristes.

### Déclin (1984-1985)
Le public doit patienter jusqu'en août 1984 pour découvrir un nouveau single de Heaven 17. Sunset Now se classe 24e dans les charts, accompagné d'un clip réalisé à partir de divers découpages et autres collages en mouvement. Le titre contient des textes ironiques sur les dangers du nucléaire.
L'album dont il est extrait sort peu après, en septembre 1984. How Men Are est le troisième pour Heaven 17. Il reste assez proche de son prédécesseur, mais la production se montre plus soignée et plus coûteuse. La pochette est pour la dernière fois dessinée par Ray Smith. Glenn, Ian et Martyn sont représentés en costume, patientant derrière le rideau, devant des spectateurs en pleine ovation, debout et leur lançant des roses. On note aussi la curieuse présence de deux poissons-volants. Le titre provient d'une phrase de la chanson Five Minutes to Midnight présente sur l'album. Un titre dont Heaven 17 était très fier, et dont les royalties étaient reversées à diverses associations, notamment pour le désarmement nucléaire, et pour la cause des mineurs. Cette information est incluse sur la pochette, avec les crédits.
L'album se classe 12e, et est certifié disque d'argent. Un deuxième titre extrait de l'album sort en single en octobre 1984 : This is Mine. Ce choix montre qu'ils n'ont pas abandonné leurs titres énergiques issus de la synthpop des débuts. Le clip joue de nouveau la carte de l'humour, les présentant comme des braqueurs de banques amateurs et peureux, finissant par jeter des liasses de billets depuis un hélicoptère. Le single se classe 23e dans les charts.
Le 25 novembre 1984, Glenn et Martyn se retrouvent dans un studio de Londres avec de nombreuses stars de l'époque, pour chanter sur l'enregistrement du single Do they Know it's Christmas? du Live Aid. Le groupe avait été personnellement recommandé par Midge Ure. Dans le clip, Glenn chante aux côtés de Paul Young, George Michael (alors chanteur du groupe Wham), Francis Rossi (chanteur de Status Quo) et Bono, le leader du groupe U2, mais aussi Sting du groupe Police. Martyn conserve son rôle de choriste et apparaîtra dans le clip aux côtés de Nick Rhodes (claviériste de Duran Duran) et de Bananarama. Malgré leur présence pour cet important évènement, ils ne participeront pas aux concerts du Live Aid à cause de leur inexpérience de la scène, mais apparaîtront pour les passages télévisés, notamment pour l'émission de Noël du Top of the Pops.
En janvier 1985, Heaven 17 publie son troisième single, …And that's No Lie, évoquant une douloureuse séparation amoureuse. La chanson oscille entre ballade romantique et refrain percutant. Ce single sera disponible sous une dizaine de pochettes différentes, avec trois pressages différents (l'habituel single et maxi-single, accompagné d'un deuxième maxi-single remixé pour en faire un morceau plus énergique). Elle montre ainsi une image de Jésus Christ, avec une dizaine de décors différents en arrière-plan, selon la pochette. Ce morceau clôt l'album How Men Are, et affiche une durée dépassant les 10 minutes. Le single atteint la 52e place des charts. Le clip est également le dernier à faire apparaître Ian et Martyn, grimés en docteur, et veillant sur un Glenn tantôt nerveux, tantôt reposé.
Il existe également une superbe et rare version longue du clip, en studio, avec l'intégralité des musiciens jouant sur ce morceau. En août 1985, sur une idée de Paul Morley, journaliste au New Musical Express, Glenn chantera en duo avec Claudia Brücken, chanteuse du groupe allemand Propaganda (et également la femme de Paul Morley). Le titre servira de bande originale au film Insignifiance avec Tony Curtis et se nomme When Your Heart Runs out of Time, accompagné d'un clip où s'enchaînent bras de fer et tendres baisers. Ce morceau ne se classe qu'à la 79e place.

### Espoir et désillusion (1986-1987)
En avril 1986, Heaven 17 offre le single The Foolish Thing to Do, qui est écrit par Glenn et interprété par le chanteur de soul américain Jimmy Ruffin. Les membres de Heaven 17 fontt office de simples choristes. Ils jouent en arrière-plan dans le clip, dont le but est de relancer la carrière de Jimmy Ruffin. Le titre sera un échec, n'atteignant que la 80e place.
Ce titre était initialement écrit pour un film de science-fiction français, L'Unique, avec Sami Frey et Charles Denner, sorti en février 1986. Jimmy Ruffin devait servir de guide vocal pour la chanteuse prévue à l'origine, mais la mise en sommeil du projet lui permit de pouvoir s'approprier la chanson[réf. nécessaire]. Toutefois, le morceau ressurgit deux ans plus tard dans le cinquième album, interprété cette fois par Glenn[réf. nécessaire]. Une compilation, Endless, sort en juin 1986. Cette sortie importante comporte de nombreux titres remixés ou présentés dans leur version longue, tenant ainsi lieu de premier best-of pour Heaven 17. Le nombre de pistes sera varié suivant qu'il s'agisse du vinyle, de la cassette audio, ou du CD, support relativement nouveau à l'époque. Le succès demeure restreint, avec la 70e place des charts britanniques.
Contenders sort en octobre 1986 et ne dépasse pas la 80e place des charts. Manquant d'ambition et de l'accroche typique des morceaux du groupe, le titre passe inaperçu, malgré un succès plus affirmé sur le marché américain, notamment dans les clubs. Le clip de ce titre funky sera néanmoins nommé pour différents prix, mettant en scène Glenn, aux yeux maquillés et aux cheveux plaqués, évoluant au milieu d'une troupe de danseurs. Le changement est tout d'abord visuel : lumière est faite sur le chanteur, Glenn, dont on tente de mettre en avant le flegme britannique et l'élégance naturelle, rehaussés d'une touche glamour par un discret maquillage. La pochette de l'album dont il sera extrait ne mentionne plus le label BEF, et elle ne comporte pas de dessins par Ray Smith, remplacés par un simple lettrage.
Il est également sonore. Les synthétiseurs se font plus discrets, tandis que des instruments traditionnels sont mis en avant : guitares, batterie… Pleasure One, le quatrième album de Heaven 17 dont est extrait Contenders, sort en novembre 1986. Le titre s'explique par le fait qu'un autre album devait suivre au printemps 1987, intitulé Pleasure Two, mais il ne voit jamais le jour. Pleasure One devient le dernier album à se classer dans les charts, affichant la 78e place. Bien loin des précédents qui se classèrent dans le Top 20. L'époque change, le mouvement synthpop s'essouffle, et de nombreux groupes sont alors en proie à l'échec, à la séparation, voire à de nombreux changements, comme c'est le cas pour Heaven 17. Après trois années seulement de mariage, Glenn se voit contraint de divorcer. Un obstacle de plus dans la carrière de Heaven 17.
En janvier 1987 sort le deuxième et dernier single extrait de Pleasure One. Trouble titille le Top 50, avec une 51e place, mais un Top 20 en Allemagne. Trouble demeure un titre apprécié des fans[réf. nécessaire], permettant ainsi une redécouverte de Pleasure One. La face B du single, Move out, titre entraînant et réussi, n'étant pas étranger à ce regain d'intérêt pour le groupe. Le clip fait de nouveau l'impasse sur Ian et Martyn, et attirera la curiosité par son scénario enchanteur : Glenn évolue dans une ville américaine entièrement peuplée de femmes tombant sous son charme… même si tout ceci n'est qu'un rêve qui le tirera de son lit à la fin de la vidéo. Ce modeste succès est aussi le dernier pour Heaven 17.

### Périodes sombres (1988)
Il faut attendre mars 1988 pour voir dans les bacs un nouveau single, The Ballad of Go Go Brown comprend des sonorités country et son ambiance Far West. Le morceau se classe 91e, et n'a pas droit à un clip.
Le cinquième album duquel il est extrait sort en septembre 1988. Teddy Bear, Duke and Psycho est un échec total, aussi bien critique que commercial, puisqu'il ne se classe pas dans les charts. Le titre est en fait leurs surnoms, donnés par Terence Trent D'Arby, dont le premier album était alors produit par Martyn. Teddy Bear désigne Martyn, ironisant sur le surpoids qu'il a connu parfois. Duke désigne Glenn, et Psycho désigne Ian. Cet album offre une quinzaine de morceaux, sur lesquels la majorité des synthétiseurs ont disparu. L'orientation choisie reste floue et déroute de nombreux fans[réf. nécessaire]. Néanmoins, la presse apprend que, concernant cet album, Ian appréciait particulièrement Can You Hear Me, Glenn citant, lui, Big Square People[réf. nécessaire].
Une dernière tentative s'effectue en octobre 1988, renouant avec leurs racines synthpop. Train of Love in Motion est un effort consenti pour offrir un titre festif et synthétique, mais il passe totalement inaperçu, et ne parvient pas à se classer dans les charts. C'est également leur dernier clip, qui se révèle être leur passage au Sport Aid le 11 septembre 1988, se concluant par un message d'adieu aux fans.

### Retour surprise (1992-1993)
Après le semi-échec de Pleasure One, et celui beaucoup plus violent de Teddy Bear, Duke and Psycho, Heaven 17 se sépare. Pourtant, en novembre 1992, la maison de disques sort une version remixée de Temptation. Contre toute attente, le single sera un véritable succès en atteignant la 4e place des charts britanniques[réf. nécessaire]. Un succès inattendu qui ressuscite Heaven 17, même si l'on ne notera que la présence de Glenn lors des passages télévisés. Le clip de Temptation se voit également doublé d'une version elle aussi remixée.
En février 1993, un deuxième titre remixé apparaît, avec à la clef un nouveau succès : Fascist Groove Thang atteint la 40e place[réf. nécessaire]. Il est suivi en mars par un troisième et dernier titre remixé, Penthouse and Pavement, accompagné d'un clip best-of reprenant de nombreux extraits de leurs vidéos. Mais ce titre n'atteindra que la 54e place[réf. nécessaire]. Galvanisé par ces nouveaux succès, ajoutés à celui du best-of Higher and Higher classé 31e[réf. nécessaire], Heaven 17 décide de se reformer et de travailler sur un nouvel album.

### Premiers concerts (1996-2000)
Leur sixième album sort en mars 1997 sous le titre Bigger than America. Il comprend la mention BEF et les dessins de Ray Smith, et l'album se situe dans la mouvance de l'époque, se présentant comme une sorte de compilation des nombreux genres musicaux utilisés au cours de leur carrière. Il ne se classe pas et reste un échec critique et commercial. Le même sort sera réservé aux deux singles qui en seront extraits ; Designing Heaven en novembre 1996, et We Blame Love en mai 1997.
Designing Heaven s'accompagne d'un clip tourné au Japon, avec le groupe en costume sur une plage. Malgré de nombreux effets visuels, cette vidéo restera assez confidentielle. D'ailleurs, elle n'est pas incluse sur le DVD sorti en 2006 (couplé avec un best-of). Les avis sont partagés, mais le morceau Dive est souvent cité comme l'un des plus beaux morceaux écrits par le groupe. Heaven 17 découvre alors les joies de la scène et des concerts pour la première fois. Glenn dira ainsi que Heaven 17 a attendu 17 ans pour faire des concerts, si l'on excepte quelques prestations scéniques assez timides à leurs débuts, ou sur le plateau de l'émission Tube en 1986.

### Départ de Ian Craig Marsh et revival (depuis 2005)

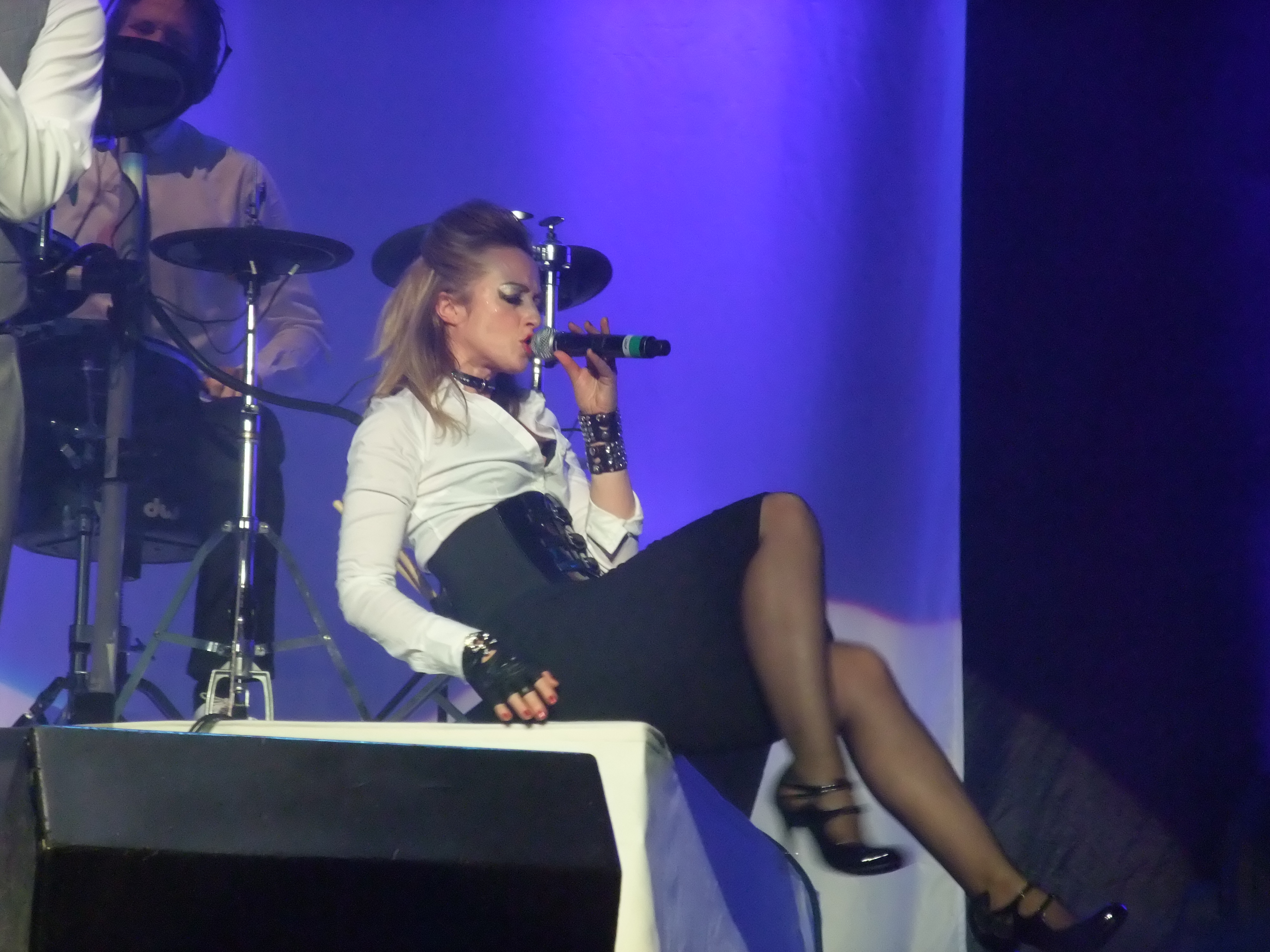
Billie Godfrey, en concert avec Heaven 17, en 2008.

En septembre 2005, Heaven 17 sort son septième album studio : Before after. Si l'album, là encore, ne connaîtra pas le chemin des charts, il est néanmoins salué par les critiques comme un retour aux sources bienvenu et agréable. Aucun single ne verra le jour, mais deux titres seront distribués dans les clubs : le funky I'm Gonna Make You Fall in Love with Me et surtout le morceau Hands Up to Heaven, le plus proche de la philosophie du groupe, un grand succès dans les clubs qui permet au groupe de renouer avec son public.
Dans une interview[Laquelle ?], Martyn déclare que Before After était l'un des meilleurs albums qu'ils avaient fait depuis How Men Are en 1984[réf. nécessaire]. Ian choisit de quitter le groupe à la fin de l'année 2006 après quelques absences, et confirmera son retrait du monde musical en janvier 2007. Il reste toutefois en excellents termes avec les deux autres membres du groupe. Depuis, le groupe profite du regain d'intérêt pour la synthpop et les sonorités des années 1980. En octobre 2008, une compilation de titres remixés, dans la veine de Endless en 1986, voit le jour. Nommé Naked as Advertised en référence à une phrase de la chanson Geisha Boys and Temple Girls sortie en 1981, cette compilation comprend des titres remixés de Heaven 17 mais également de la première période de Human League. Si le dernier classement dans le Top 100 date de 1993 pour Heaven 17, le groupe continue d'enchaîner les concerts et demeure toujours en activité.
Pour 2010, fêtant son trentième anniversaire, le groupe annonce une importante tournée où l'album Penthouse and Pavement est joué dans son intégralité, entrecoupé de pistes BEF et de quelques morceaux de l'album The Luxury Gap. En février 2010, Heaven 17 apparaît en live sur la BBC aux côtés de La Roux, pour interpréter en commun différents morceaux, dont un duo détonnant sur Temptation. Lors du concert au Magna, à Sheffield, le 6 mars 2010, Heaven 17 s'accompagne de quelques invités d'honneur : Claudia Brücken (Propaganda), Richard Kirk (Cabaret Voltaire) et Paul Humphreys (Orchestral Manoeuvres in the Dark). En mai 2010, la BBC consacre un documentaire au premier album du groupe, sous le titre The Story of Penthouse and Pavement. En octobre 2010, Penthouse and Pavement est réédité dans un coffret double CD comprenant de nombreuses démos rendues publiques pour la première fois, ainsi qu'un DVD du concert enregistré le 6 mars 2010, à Sheffield.
En septembre 2013, le CD/DVD Live in Metropolis Studios, London sort. Il est enregistré en janvier 2012 pour un public privilégié de 100 personnes.
En novembre 2015, sort une compilation intitulée 80s Recovered comprenant plusieurs groupes dont Heaven 17. En janvier 2017, Ware et Gregory travaillent sur un nouvel album au Ware's London Studio, The House of Illustrious.

## Discographie

### Albums studio
| Année | Titre                       | Charts (R-U.), | Temps passé | Dates d'entrée et sortie | Certifications           |
| ----- | --------------------------- | -------------- | ----------- | ------------------------ | ------------------------ |
| 1981  | Penthouse and Pavement      | 14             | 77 semaines | 26/09/1981 - 22/10/1983  | Disque d'or (1982)       |
| 1983  | The Luxury Gap              | 4              | 36 semaines | 07/05/1983 - 04/02/1984  | Disque de platine (1984) |
| 1984  | How Men Are                 | 12             | 11 semaines | 06/10/1984 - 09/02/1985  | Disque d'argent (1984)   |
| 1986  | Pleasure One                | 78             | 1 semaine   | 29/11/1986               | ...                      |
| 1988  | Teddy Bear, Duke and Psycho | ...            | ...         | ...                      | ...                      |
| 1997  | Bigger than America         | ...            | ...         | ...                      | ...                      |
| 2005  | Before After                | ...            | ...         | ...                      | ...                      |

### Singles
| Année | Titre                                                               | Charts (R-U) | Temps passé | Dates d'entrée et sortie | Album                       |
| ----- | ------------------------------------------------------------------- | ------------ | ----------- | ------------------------ | --------------------------- |
| 1981  | Fascist Groove Thang                                                | 45           | 5 semaines  | 21/03/1981 - 18/04/1981  | Penthouse and Pavement      |
| 1981  | I'm Your Money                                                      | ...          | ...         | ...                      | ...                         |
| 1981  | Play to Win                                                         | 46           | 7 semaines  | 05/09/1981 - 17/10/1981  | Penthouse and Pavement      |
| 1981  | Penthouse and Pavement                                              | 57           | 3 semaines  | 14/11/1981 - 28/11/1981  | Penthouse and Pavement      |
| 1982  | The Height of the Fighting                                          | ...          | ...         | ...                      | Penthouse and Pavement      |
| 1982  | Let Me Go                                                           | 41           | 8 semaines  | 30/10/1982 - 15/01/1983  | The Luxury Gap              |
| 1983  | Temptation                                                          | 2            | 13 semaines | 16/04/1983 - 09/07/1983  | The Luxury Gap              |
| 1983  | Come Live With Me                                                   | 5            | 11 semaines | 25/06/1983 - 03/09/1983  | The Luxury Gap              |
| 1983  | Crushed by the Wheels of Industry                                   | 17           | 7 semaines  | 10/09/1983 - 22/10/1983  | The Luxury Gap              |
| 1984  | Sunset Now                                                          | 24           | 6 semaines  | 01/09/1984 - 06/10/1984  | How Men Are                 |
| 1984  | This Is Mine                                                        | 23           | 7 semaines  | 27/10/1984 - 08/12/1984  | How Men Are                 |
| 1985  | And That's No Lie                                                   | 52           | 5 semaines  | 19/01/1985 - 16/02/1985  | How Men Are                 |
| 1985  | When Your Heart Runs Out of Time (Glenn Gregory & Claudia Brucken)  | 79           | 5 semaines  | 07/09/1985 - 05/10/1985  | ...                         |
| 1986  | The Foolish Thing to Do (Jimmy Ruffin & Heaven 17)                  | 80           | 2 semaines  | 03/05/1986 - 10/05/1986  | ...                         |
| 1986  | Contenders                                                          | 80           | 4 semaines  | 18/10/1986 - 08/11/1986  | Pleasure One                |
| 1987  | Trouble                                                             | 51           | 4 semaines  | 17/01/1987 - 07/02/1987  | Pleasure One                |
| 1988  | The Ballad of Go Go Brown                                           | 91           | 2 semaines  | 03/09/1988 - 10/09/1988  | Teddy Bear, Duke and Psycho |
| 1988  | Train of Love in Motion                                             | ...          | ...         | ...                      | Teddy Bear, Duke and Psycho |
| 1992  | Temptation (remix)                                                  | 4            | 11 semaines | 21/11/1992 - 30/01/1993  | ...                         |
| 1993  | Fascist Groove Thang (remix)                                        | 40           | 2 semaines  | 27/02/1993 - 06/03/1993  | ...                         |
| 1993  | Penthouse and Pavement (remix)                                      | 54           | 1 semaine   | 10/04/1993               | ...                         |
| 1996  | Designing Heaven                                                    | ...          | ...         | ...                      | Bigger than America         |
| 1997  | We Blame Love                                                       | ...          | ...         | ...                      | Bigger than America         |
| 2006  | Hands Up to Heaven (exclusivement pour DJ mix)                      | ...          | ...         | ...                      | Before After                |
| 2007  | I'm Gonna Make You Fall in Love with Me (exclusivement pour DJ mix) | ...          | ...         | ...                      | Before After                |
| 2008  | Don't Fear the Reaper (exclusivement pour DJ mix)                   | ...          | ...         | ...                      | Before After                |

### Clips
- 1981 : Penthouse and Pavement
- 1982 : Let Me Go
- 1983 : Temptation
- 1983 : We Live so Fast
- 1983 : Come Live with Me
- 1983 : Crushed by the Wheels of Industry
- 1984 : Sunset Now
- 1984 : This Is Mine
- 1985 : And That's No Lie
- 1986 : The Foolish Thing to Do
- 1986 : Contenders
- 1987 : Trouble
- 1988 : Train of Love in Motion

### Reprises
En 2006, Nouvelle Vague a repris en version bossa nova Let Me Go dans leur second album, Bande à part.